# День испанской нации
День испанской нации (Fiesta Nacional de España) — ежегодный праздник в Испании, отмечаемый 12 октября, регулируется законом «Ley 18/1987» от 7 октября, где в статье говорится:

12 октября объявить «Днём испанской нации».

Празднование традиционно включает военный парад, на котором присутствуют Король, королевская семья, Председатель правительства и другие высокопоставленные представителей власти, также включая представителей автономных сообществ Испании.

## Открытие Америки

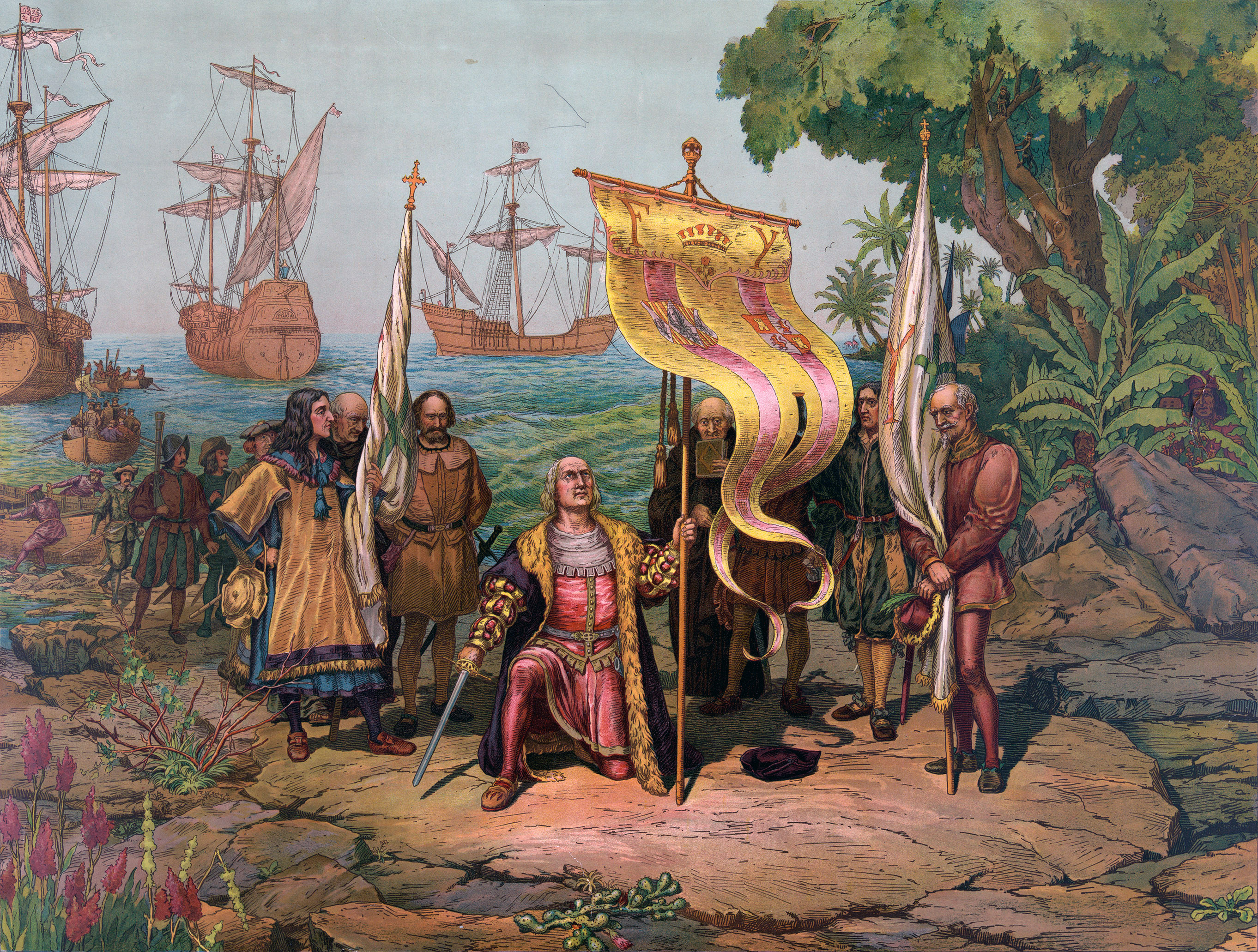
Картина с изображением Христофора Колумба, который захватил остров Гуанахани от имени католических королей 12 октября 1492 года.

Открытие Америки 12 октября 1492 года стало знаменательным событием, когда Христофором Колумбом были открыты земли Америки и где произошла «встреча двух миров», которая поменяла мировоззрение и жизнь, как европейцев, так и американцев. Христофор Колумб посчитал, что достиг берегов Индии, не подозревая, что он наткнулся на новые земли. После открытия Колумбом, были организованы другие экспедиции, финансируемые испанской короной. Например, Васко Нуньес де Бальбоа, который пересёк Панамский перешеек и открыл Тихий океан (1513 год). Франсиско Эрнандес де Кордоба (1517 год) и Хуан де Грихальва (1518 год), которые путешествовали вдоль мексиканского побережья. Флорентийский путешественник Америго Веспуччи (1451-1512 гг.), отправившийся в 1501—1502 годах в плавание к берегам Бразилии и Вест-Индии, доказал, что данные территории являются не восточной окраиной Азии (как первоначально предполагалось из путешествий Колумба), а отдельным континентом, описанным как «Новый свет». В 1507 году новый континент был назван Америкой в честь латинской версии имени Веспуччи.
23 сентября 1892 года королева-регент Испании Мария Кристина Австрийская подписала королевский указ в Сан-Себастьяне, по предложению Антонио Кановас дель Кастильо об объявлении 12 октября праздничным днём в честь открытия Америки.

## Различные термины, используемые в честь праздника

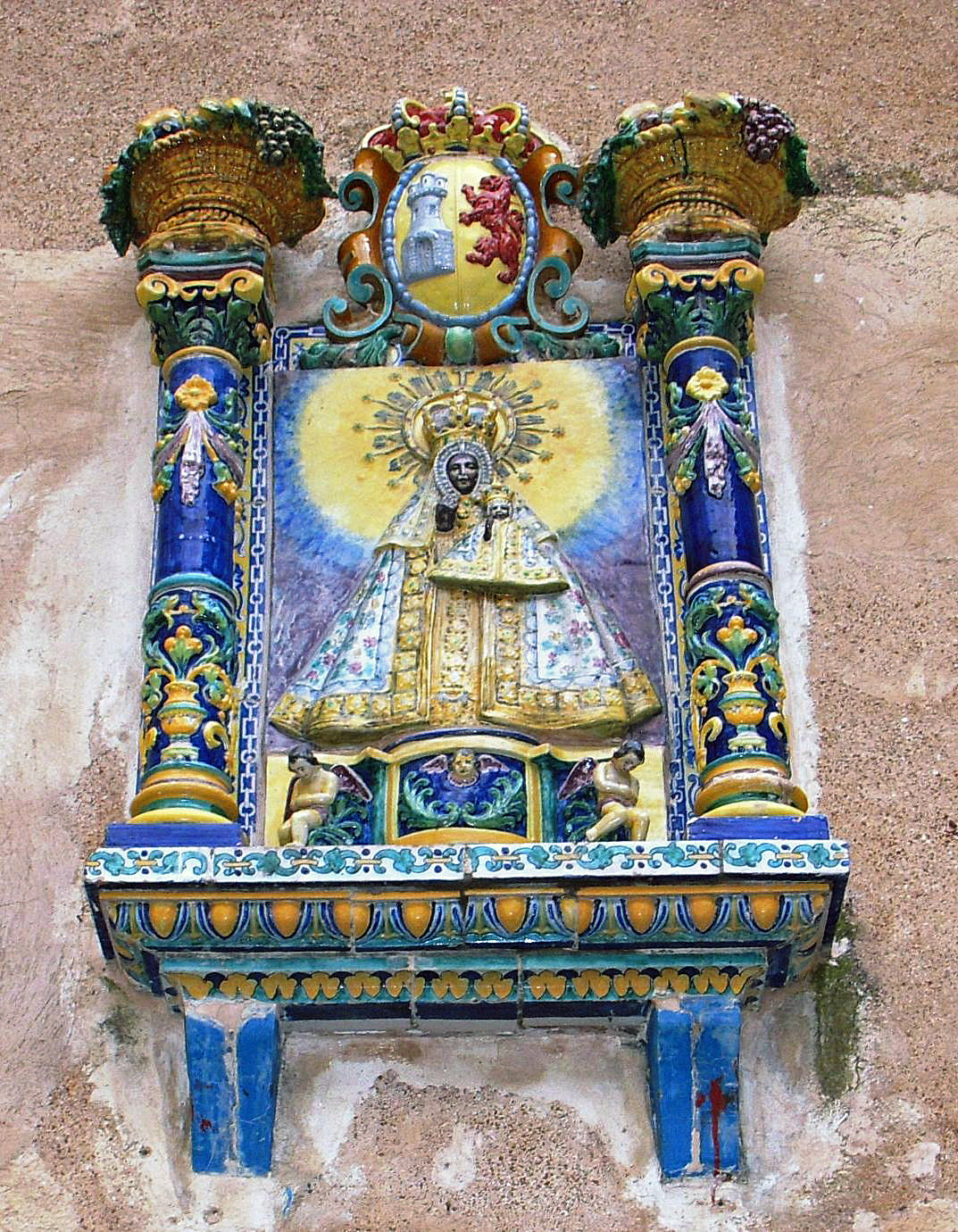
Изображение Девы Гваделупской, названной в Королева Испанидад. Талаверская керамика.

Испанидад, классический испанский термин, вышедший из употребления в начале XX века. В 1926 году испанский священник Сакариас де Вискарра и Арана в опубликованной статье в Буэнос-Айрес предложил для замены слова «Раза», словом «Испанидад» на праздновании 12 октября. В 1913 году было предложено Праздник испанской расы, Фаустином Родригез-Сан-Педро из организации Иберо-американский союз, а в 1918 году статус праздника стал национальным. В странах Латинской Америки, также отмечается этот праздник 12 октября, но под другими названиями или же празднуется без имени.
Титул «Reina de la Hispanidad» Дева Гваделупская получила, когда 12 октября 1928 года испанский кардинал Педро Сегура-и-Саэнс, Папа Римский Пий XI, в присутствии короля Альфонсо XIII, канонически короновали Санта-Мария-де-Гуадалупе, «Hispaniarum Regina».
12 октября 1935 года в Мадриде отмечался праздник «Día de la Hispanidad». В пять часов вечера Рамиро де Маесту выступил в Королевской академии испанского языка с речью об открытии Америки и Европейской колонизации Америки. И под названием «El Día de la Hispanidad» он опубликовал статью в первом выпуске «Hispanidad», выходящего раз в две недели журнала, первый выпуск которого датирован ровно 12 октября 1935 года. 
Год спустя, в октябре 1936 года, Рамиро де Маесту был убит. Но в 1938 «Defensa de la Hispanidad» была переиздана и идеи стали одной из главных идеологических опор Испанской фаланги.
12 октября отмечается праздником покровительницы Девы дель Пилар в столице Арагон и в городе Сарагоса. Но данный праздник никак не связан с праздником Испанидад.
В 1943 году, состоялось официальное празднество «Дня Испанидад» (Día de la Hispanidad), с одновременным открытием Университета Мадрида, разрушенного во время гражданской войны в стране.
«День Испанидад» не признавался режимом Франко до 1958 года, когда 9 января 1958 года, когда был подписан Председателем правительства Испании.

### 1981 год
В 1981 году, в процессе перехода Испании к демократии и вступления в силу испанской Конституции от 1978 года, был опубликован указ 3217/1981 в государственной газете, в которой говорилось, что 12 октября «Национальным праздником Испании и Днём Испанидад».

### 1987 год

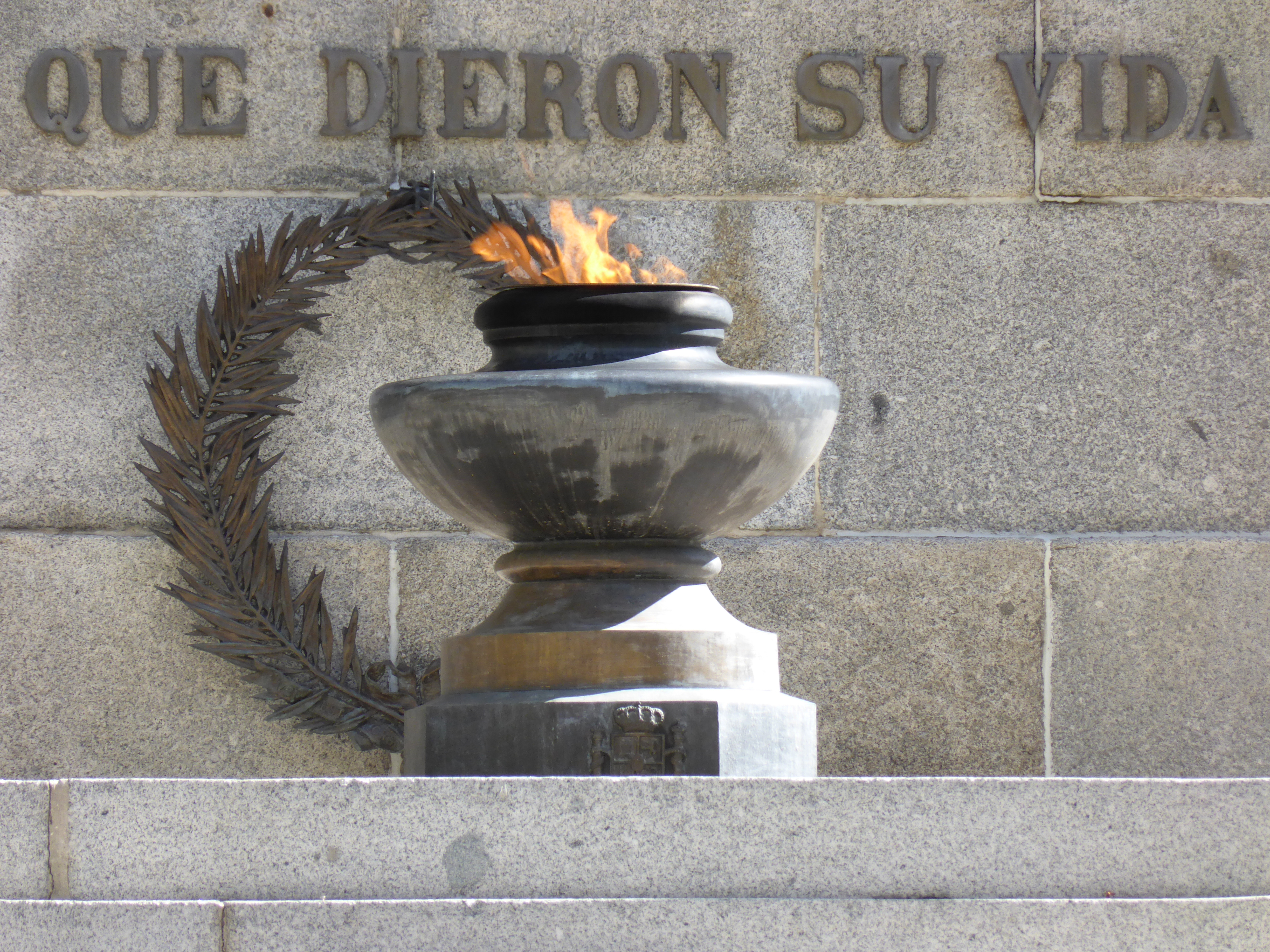
Курильница с пламенем, что горит в «честь всех, кто отдал свою жизнь за Испанию». Мадрид, Площадь Леальтад.

В 1987 году Законом 18/1987 (BOE 241/1987, страница 30149) был установлен «Национальный праздник Испании» и отменён «День Испанидад».

### Другие термины, используемые для обозначения праздника 12 октября
Официальный термин в Испании используется на сегодня «Национальный праздник Испании» в соответствии с Законом 18/1987, хотя для обозначения этого дня используются следующие термины:
- Día de la Fiesta Nacional.
- Día Nacional de España.
- Fiesta de la Hispanidad.
- Día de la Raza.
- Día de la Hispanidad.

## Галерея

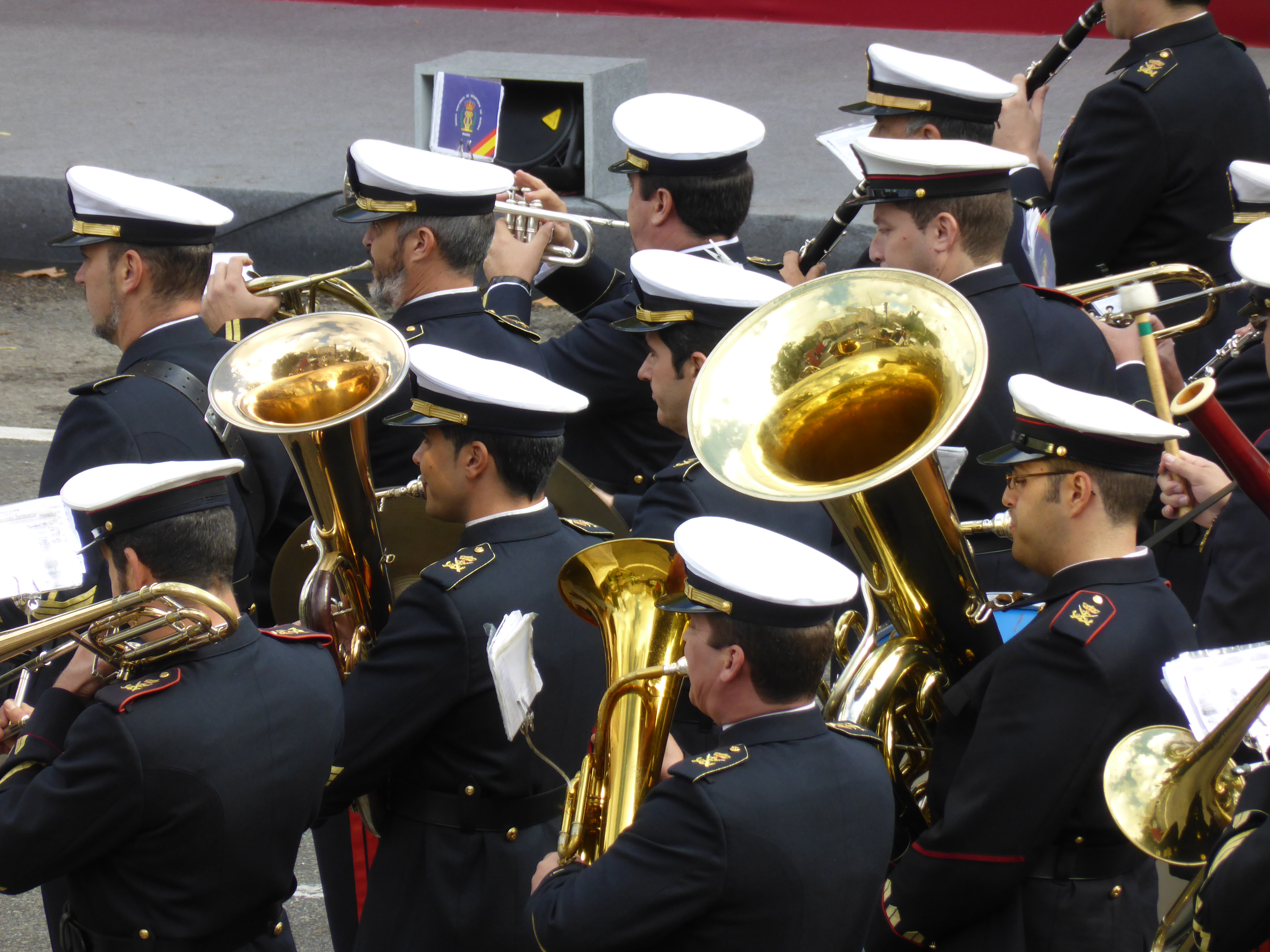
Музыкальный ансамбль Военно-морских сил Испании.
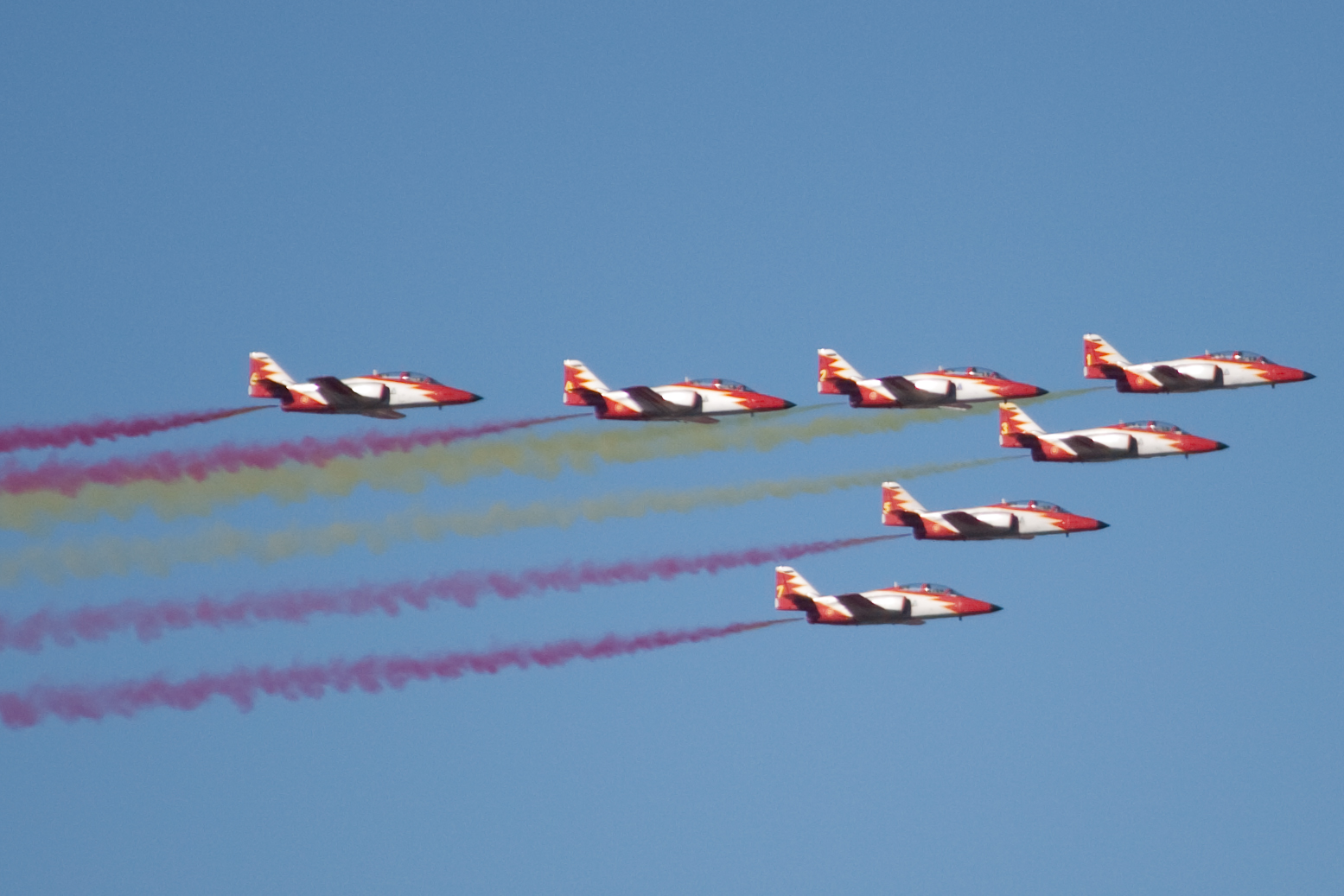
Воздушный парад в Мадриде 12 октября.
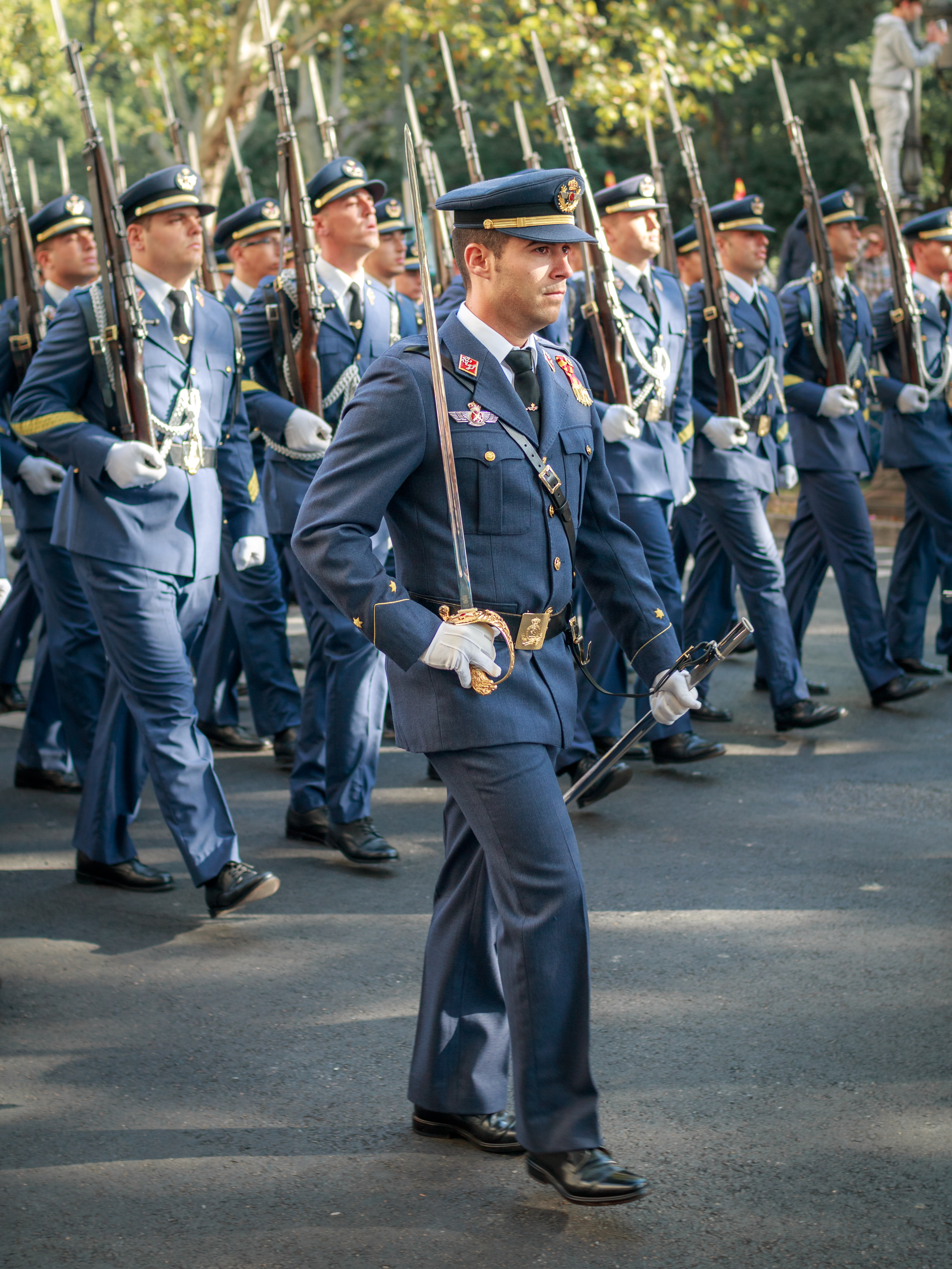
Солдаты Военно-воздушных сил Испании на параде Национального праздника Испании.
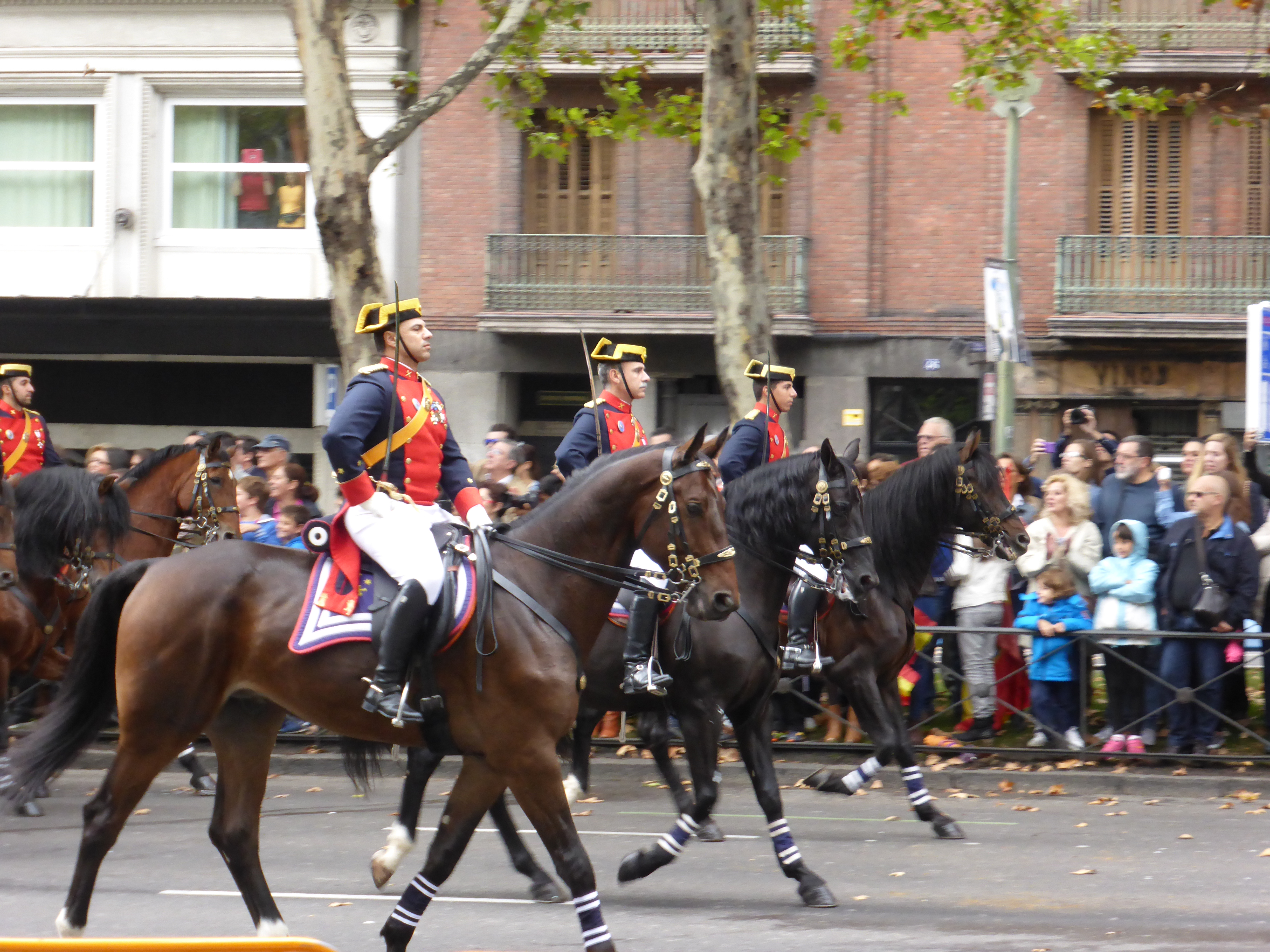
Шествие Гражданской гвардии Испании в Пасео-дель-Прадо.
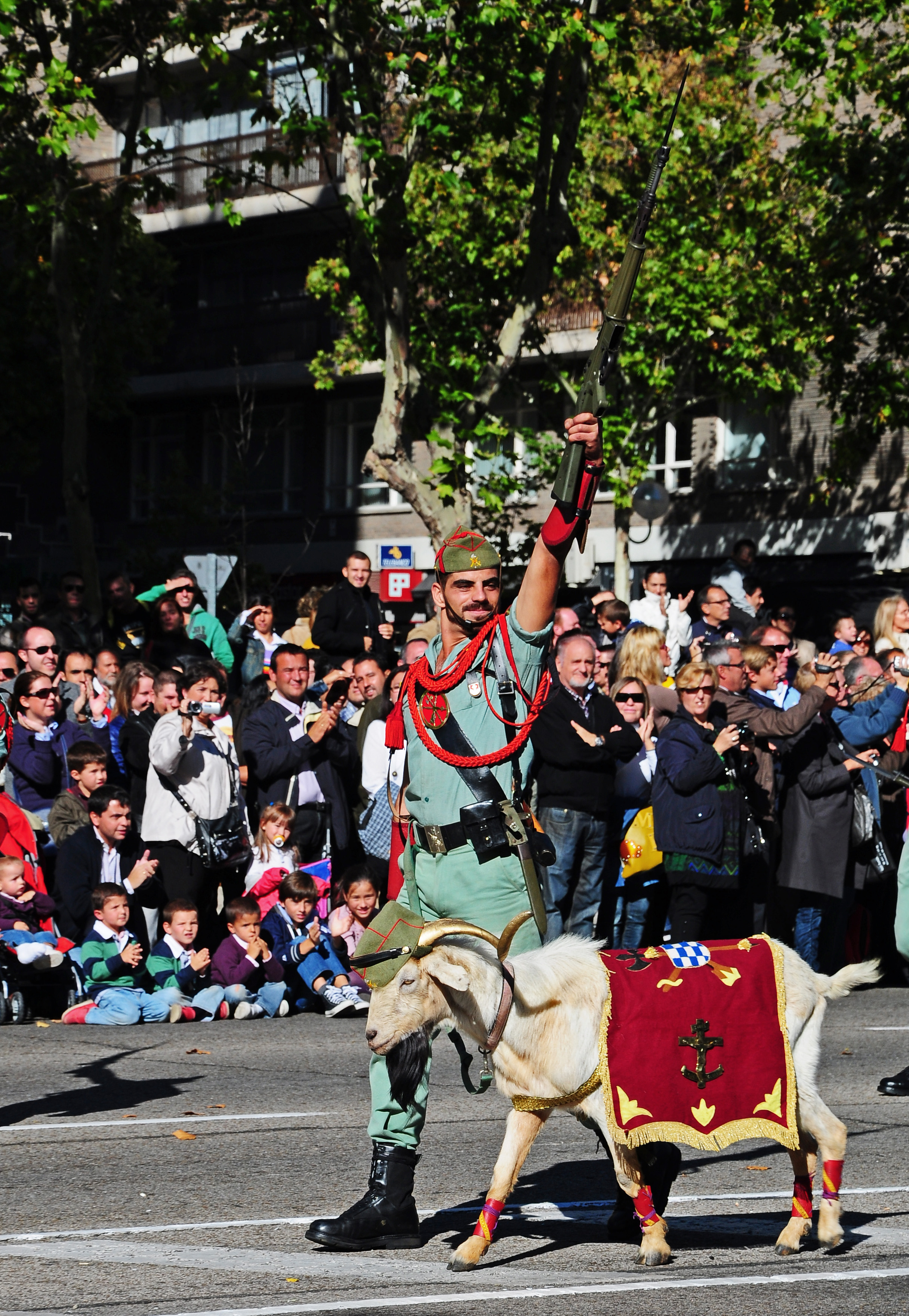
Классический: испанский легионер и шествие талисманов в Мадриде.
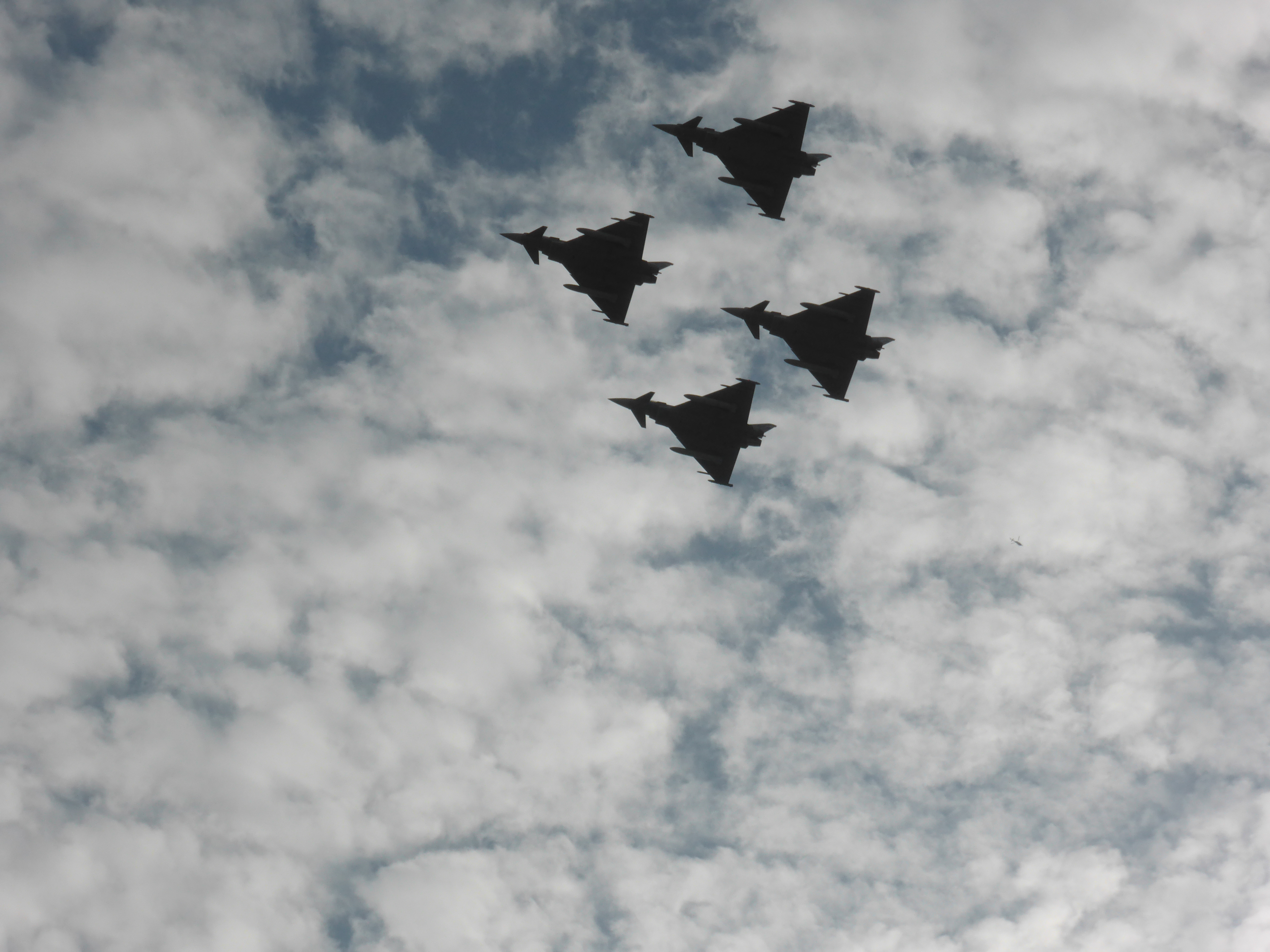
Четыре самолёта Eurofighter Typhoon, пролетающих над Мадридом 12 октября 2017 года.
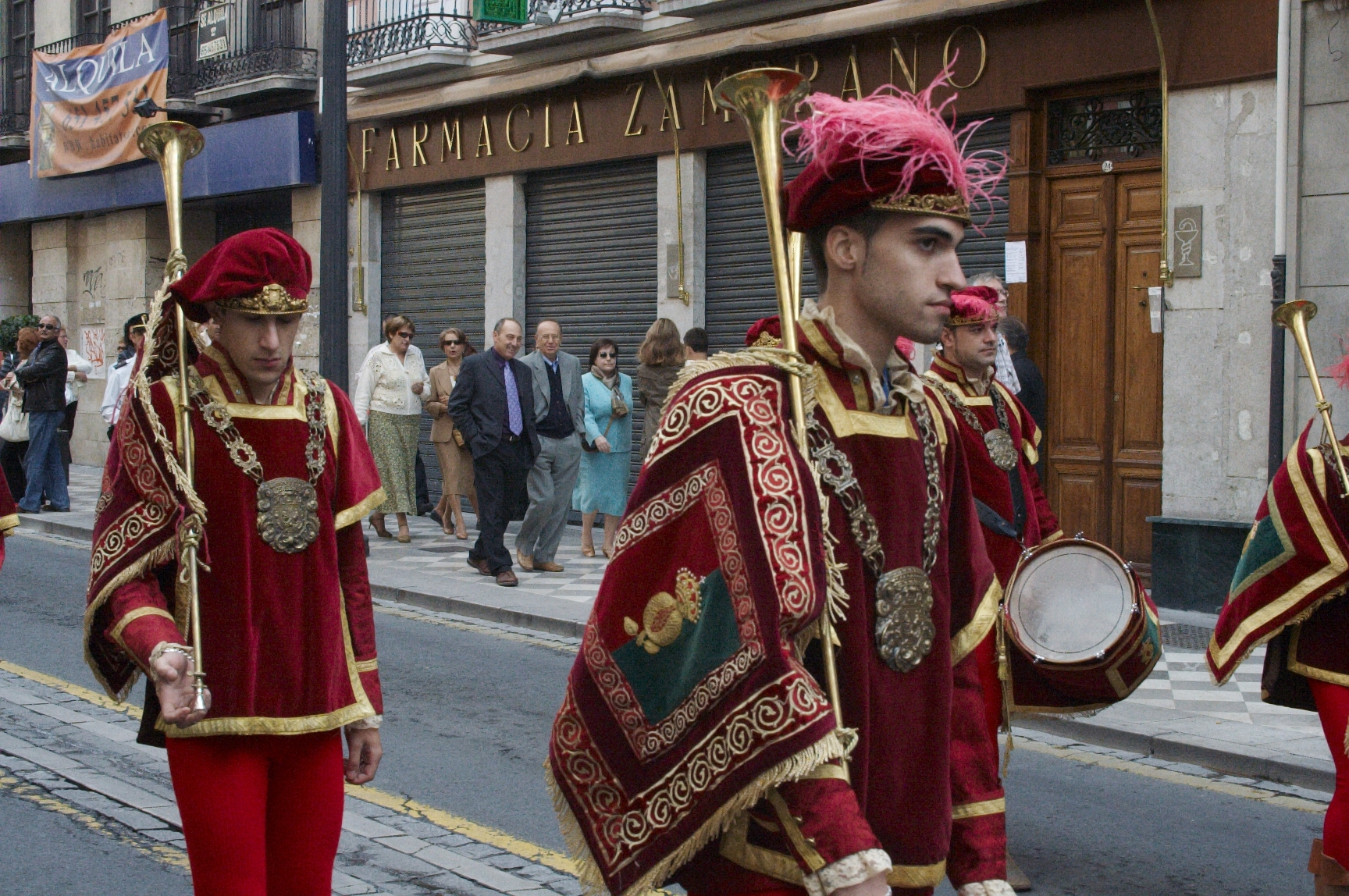
Парад в Гранаде в честь «Дня Испанидад» в 2007 году.